# Ilișua (okręg Bistrița-Năsăud)
Ilișua – wieś w Rumunii, w okręgu Bistrița-Năsăud, w gminie Uriu. W 2011 roku liczyła 634 mieszkańców.